# Массиньё-де-Рив
Массиньё-де-Рив (фр. Massignieu-de-Rives) — коммуна во Франции, находится в регионе Рона — Альпы. Департамент коммуны — Эн. Входит в состав кантона Белле. Округ коммуны — Белле.
Код коммуны — 01239.

## Население
Население коммуны на 2010 год составляло 608 человек.
| 1962 | 1968 | 1975 | 1982 | 1990 | 1999 | 2010 |
| ---- | ---- | ---- | ---- | ---- | ---- | ---- |
| 302  | 323  | 305  | 404  | 412  | 498  | 608  |